# 프리츠 슈트로블
프리츠 슈트로블(독일어: Fritz Strobl, 1972년 8월 24일~)은 오스트리아의 은퇴한 알파인 스키 선수이다. 2002년 동계 올림픽 남자 활강 부문에서 금메달을 획득하였다.